# Cappella dell'Addolorata (Civezzano)
La cappella dell'Addolorata, o cappella della Pietà, è una cappella cattolica situata a Civezzano, in provincia di Trento. È sussidiaria della parrocchiale di Santa Maria Assunta di Civezzano e fa parte dell'arcidiocesi di Trento.

## Storia

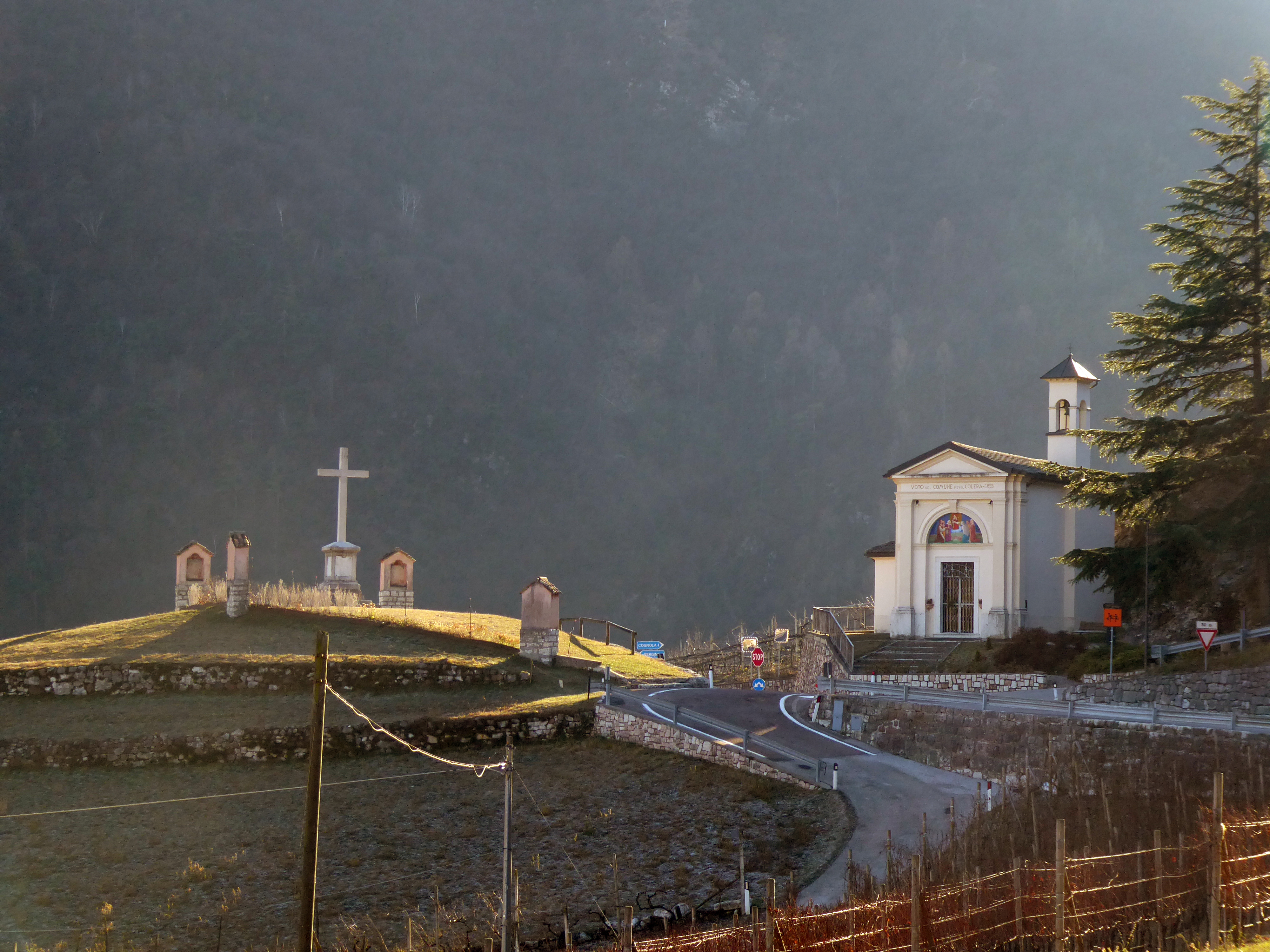
La cappella e il dosso con la via Crucis

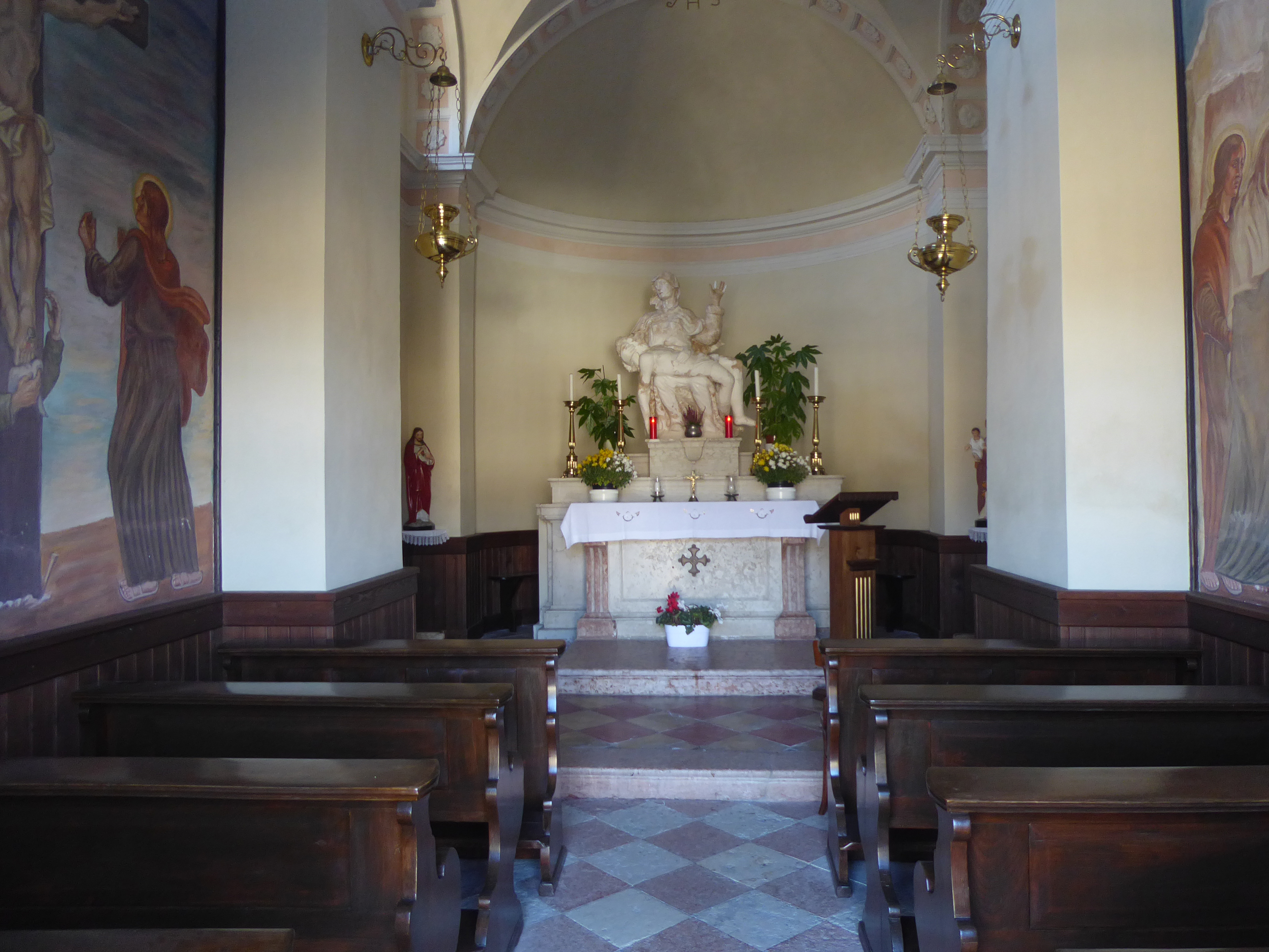
Interno

La cappella venne costruita nel 1855 in località Sfles o Palù, a scioglimento di un voto fatto dalla popolazione di Civezzano durante l'epidemia di colera del 1836, che causò 167 vittime; essa sorse nei pressi di un'edicola votiva, a sua volta eretta nel 1701 per ospitare una statuina della Madonna, su un terreno donato da tal Eufemia Borsieri il 2 giugno di quell'anno. Nel 1887 l'aula venne ingrandita e venne aggiunto il piccolo campanile, e il 22 agosto di quell'anno il sacello venne benedetto.
Restaurata nel 1907 e nel 1919, la chiesetta venne dotata di sagrestia nel 1910-11 (per aggiungerla fu necessario chiedere il permesso di erezione, perché il fabbricato andava a ricadere in un terreno fortificatorio militare). Verso la metà del Novecento la cappella venne decorata da Marco Bertoldi. Un altro restauro è avvenuto nel 2002-04.
La cappella è legata a una via Crucis, che si snoda da via "alla Madonnina" (che dal rione di Covelo conduce al luogo di culto), passando per il dosso del Calvario di fronte alla chiesetta e concludendosi all'interno della stessa, dove sono collocate le ultime tre stazioni. I capitelli sono stati eretti nel 1946, affrescati da Bruno Colorio e benedetti il 22 agosto dello stesso anno da un frate del convento di San Bernardino di Trento.

## Descrizione

### Esterno
La cappella, orientata verso sud, si trova in località Palù, lungo la strada provinciale 17 ai margini dell'abitato di Civezzano. La facciata neoclassica richiama un arco trionfale, con portale d'accesso architravato chiuso da una cancellata in ferro battuto; due coppie di semipilastri sostengono un'arcata a pieno centro con lunetta affrescata da Marco Bertoldi (quelli più interni) e un architrave, una fascia e il frontone triangolare (quelli più esterni).
Il resto dell'edificio è semplice; il corpo della sagrestia emerge dal fianco sinistro, mentre dal tetto (a due falde, in tegole di laterizio) si eleva il piccolo campanile a base quadrato, con tettuccio a base piramidale. Sono presenti tre finestre a lunetta nell'aula, e due nella sagrestia.

### Interno
L'interno, interamente pavimentato con quadrotte bicolori disposte diagonalmente, consiste di un'aula unica, con presbiterio rialzato di un gradino. Le pareti sono ritmate da semipilastri con cornicione corrente, su cui s'impostano volte a vela (in navata), volta a crociera (nel presbiterio) e catino absidale; gli intradossi delle arcate sono percorsi da un motivo a cassettoni con rosette centrali, mentre sulle pareti sono presenti dipinti murali di Marco Bertoldi.